# Microdynerus anatolicus
Microdynerus anatolicus är en stekelart som först beskrevs av Blüthgen 1938.  Microdynerus anatolicus ingår i släktet Microdynerus och familjen Eumenidae. Inga underarter finns listade i Catalogue of Life.